# هشام سلام
هشام سلام هو أستاذ بكلية العلوم والهندسة في الجامعة الأمريكية بالقاهرة وأستاذ في قسم الجيولوجيا بجامعة المنصورة، ومؤسس مركز جامعة المنصورة للحفريات الفقارية، في يناير 2018، اكتشف سلام مع فريقه منصوراسوروس وهو أول ديناصور من العصر الطباشيري والذي يعد أحد أبرز الإكتشافات الجيولوجية. كما أكتشف أيضاً ناب حوت برمائي يزيد عن 40 مليون سنه في قطعة رخامية قادمة من الصحراء الشرقية.
تخرج من جامعة المنصورة عام 1997 ثم في عام 2010 كان أول مصري حاصل على دكتوراه من الخارج في تخصص الحفريات الفقارية. عمل هشام سلام كأستاذ زائر بالعديد من الجامعات والمتاحف الأمريكية في الفترة من يونيو 2014 وحتى أبريل 2017 منها جامعة أوهايو وجامعة دوك وجامعة ستوني بروك ومتحف دنفر للتاريخ الطبيعي.

## حياته
ولد في مركز مشتول السوق بمحافظة الشرقية بمصر، كان يهوى لعب كرة القدم من صغره، وألتحق بكلية العلوم بجامعة المنصورة، اراد الإلتحاق بقسم الكيمياء إلا أن التنسيق الداخلي رشحه لقسم الجيولوجيا، وعقب تخرجه ترشح لمنحة للسفر إلى الخارج لإكمال رسالة الدكتوراة، انتقل إلى جامعة أكسفورد.

## السيرة المهنية
يعد مؤسس مركز جامعة المنصورة للحفريات الفقارية، وهو المركز البحثي الأول والوحيد من نوعه في الجامعات المصرية والشرق الأوسط، والمتخصص في دراسة التراث الطبيعي من الحفريات الفقارية. للحصول على درجة الدكتوراه من الخارج، ليتخرج من جامعة أكسفورد عام 2010 ليكون أول مصري حاصل على دكتوراه من الخارج في تخصص الحفريات الفقارية. عمل هشام سلام كأستاذ زائر بالعديد من الجامعات والمتاحف الأمريكية في الفترة من يونيو 2014 وحتى أبريل 2017 منها جامعة أوهايو وجامعة دوك وجامعة ستوني بروك ومتحف دنفر للتاريخ الطبيعي.تخرج من جامعة المنصورة عام 1997 بتقدير عام جيد جدا مع مرتبة الشرف شعبة الجيوكيمياء ليعمل معيدا بذات القسم. تحصل في عام 2002 على درجة الماجستير في علوم الجيولوجيا من جامعة المنصورة تخصص الحفريات والطبقات، وصُنفت رسالته كأفضل رسالة ماجستير للعلوم الجيولوجية في الجامعة لذلك العام. حصل في عام 2006 على منحة للتخصصات النادرة مقدمة من الدولة
قاد هشام سلام العديد من الرحلات الاستكشافية في صحاري مصر للتنقيب عن الحفريات الفقارية والتي بلغ عددها 35 رحلة حقلية وشارك كذلك في عدد من الرحلات الاستكشافية في الولايات المتحدة الأمريكية وإنجلترا وكينيا واليمن. من أهم إنجازاته تأسيس أول مدرسة علمية للحفريات الفقارية في مصر مهتمة بتوثيق ونشر تراث مصر الطبيعي من الحفريات الفقارية في الدوريات العلمية المتخصصة. قام هشام سلام منذ 2010 بالتدريس والإشراف على عدد من رسائل الدكتوراه والماجستي في جامعة القاهرة والإسكندرية وعين شمس وأسيوط وبنها وكفر الشيخ والمنصورة. شارك في نشر أكثر من 20 بحث دولي خلال العقد الأخير والتي وثقت أنواع وأجناس منقرضة من ملايين السنين من مختلف العصور الجيولوجية، كما يعمل حاليا كمحرر في مجلة PLOS One.
دُعي هشام إلى إلقاء العديد من المحاضرات خارج مصر مثل متحف أسمثونيان للتاريخ الطبيعي ومتحف دنفر للتاريخ الطبيعي بالولايات المتحدة الأمريكية، ومعهد جوتة وأكاديمية البحث العلمي، كما شارك بالعديد من المشاريع بالتعاون مع جامعات دولية أبرزها جامعة كامبريدج وجامعة ميشيغن وجامعة ألبرتا.

## اكتشاف منصوراصورس
يُعد اكتشاف وتوثيق ديناصور المنصورة (منصوراصورس) (الاسم العلمي: Mansourasaurus shahinae) في مجلة ناتشر فرع الإيكولوجي والتطور أهم إنجازاته العلمية. منصوراصورس هو أول ديناصور يسجل آخر 30 مليون سنة قبل انقراض الديناصورات من قارة أفريقيا، وهو ديناصور آكل العشب منتمي للعصر الطباشيري، يبلغ طوله عشرة أمتار ويزن 5.5 طن وكان ينتمي إلى مجموعة تسمى «تيتانوصور» ضمت أكبر حيوانات برية عاشت على الأرض. تأتي أهمية هذا الاكتشاف في أنه كشف عن سر الانقراض الكبير الذي أصاب الديناصورات في نهاية العصر الطباشيرى قبل نحو 65 مليون سنة، حيث أن الحفريات التي تم العثور عليها من قبل في أفريقيا تنتمى للفترة الزمنية بين 90 و100 مليون سنة فقط، وهي حفريات قليلة العدد وتبعد عن زمن الانقراض بفترة كبيرة تتجاوز 25 مليون سنة، وهذا يعنى أن مسار تطور الديناصورات في أفريقيا ظلَّ إلى حد كبير لغزاً، ولكن هذا الاكتشاف ساعد على تفسير سر اندثار الديناصورات.
تم الاكتشاف في واحة الداخلة بالصحراء الغربية المصرية بواسطة فريق بحثي من جامعة المنصورة بالتعاون مع جامعة أوهايو ومؤسسة ليكى للعلوم والجمعية الوطنية الجغرافية والمؤسسة الأمريكية للعلوم، ويعد هذا الاكتشاف هو أكبر حفرية تامة بين أي فقاريات برية بالبر الرئيسي الأفريقي خلال فترة زمنية تصل إلى نحو 30 مليون عام قبل انقراض الديناصورات منذ 66 مليون عام.
عثر الباحثون على أجزاء من جمجمته والفك السفلي والعنق والفقرات الخلفية والضلوع والكتف والقائمة الأمامية والقدم الخلفية.

## جوائز
- حصل سلام وفريقه على جائزة التميز كشخصية العام لجامعة المنصورة لعام 2018.[6][12][13]
- في عام 2023 مُنح جائزة روبرت لين كارول (بالإنجليزية: The Robert Lynn Carroll Award) من قبل جمعية الحفريات الفقارية (SVP) وهي أكبر منظمة في العالم في علم الحفريات، تُعد الجائزة أحد أهم الجوائز في العالم التي تُمنح للإسهام العلمي في مجال الحفريات الفقارية،[14]